# Șkrobotî, Nedrîhailiv
Șkrobotî (în ucraineană Шкроботи) este un sat în comuna Rubanka din raionul Nedrîhailiv, regiunea Sumî, Ucraina.

## Demografie
Componența lingvistică a localității Șkrobotî
     Ucraineană (100%)
Conform recensământului din 2001, toată populația localității Șkrobotî era vorbitoare de ucraineană (100%).